# Euplexia catephiodes
Euplexia catephiodes là một loài bướm đêm trong họ Noctuidae.